# Série de championnat de la Ligue américaine de baseball 1979
La Série de championnat de la Ligue américaine de baseball 1979 était la série finale de la Ligue américaine de baseball, dont l'issue a déterminé le représentant de cette ligue à la Série mondiale 1979, la grande finale des Ligues majeures.
Cette série trois de cinq débute le mercredi 3 octobre 1979 et se termine le samedi 16 octobre par une victoire des Orioles de Baltimore, trois matchs à un sur les Angels de la Californie. 

## Équipes en présence
Meilleure équipe du baseball majeur au cours de la saison régulière de 1979, les Orioles de Baltimore remportent le championnat de la division Est de la Ligue américaine avec une fiche de 102 victoires et 57 défaites, huit matchs devant les Brewers de Milwaukee. Les Orioles gagnent 12 matchs de plus qu'en 1978, alors que malgré 90 gains ils avaient dû se contenter d'une quatrième place. Ils participent à leur sixième Série de championnat depuis que cette ronde éliminatoire est créée en 1969 et y accèdent pour la première fois depuis 1974. Leur dernier triomphe en finale de l'Américaine date cependant de 1971.
Dans la division Ouest, les Angels de la Californie passent de la seconde place en 1978 au premier rang en 1979, complétant le calendrier régulier avec 88 gains et 77 défaites, trois victoires de plus que leurs poursuivants, les Royals de Kansas City, champions de section au cours des trois années précédentes. C'est la première fois de leur histoire, après 19 saisons, que les Angels décrochent un championnat de division.

## Déroulement de la série

### Calendrier des rencontres
| Match | Date      | Visiteur                | Hôte                    | Score              |
| ----- | --------- | ----------------------- | ----------------------- | ------------------ |
| 1     | 3 octobre | Angels de la Californie | Orioles de Baltimore    | 3 - 6 (10 manches) |
| 2     | 4 octobre | Angels de la Californie | Orioles de Baltimore    | 8 - 9              |
| 3     | 5 octobre | Orioles de Baltimore    | Angels de la Californie | 3 - 4              |
| 4     | 6 octobre | Orioles de Baltimore    | Angels de la Californie | 8 - 0              |

### Match 1
Mercredi 3 octobre 1979 au Memorial Stadium, Baltimore, Maryland.
| Angels de la Californie | 1 | 0 | 1 | 0 | 0 | 1 | 0 | 0 | 0 | 0 | 3 | 7 | 1 |
| Orioles de Baltimore | 0 | 0 | 2 | 1 | 0 | 0 | 0 | 0 | 0 | 3 | 6 | 6 | 0 |
| Lanceurs partants : CAL : Nolan Ryan BAL : Jim Palmer Vic. : Don Stanhouse (1-0) Déf. : John Montague (0-1) HRs : CAL : Dan Ford (1) BAL : John Lowenstein (1) |   |   |   |   |   |   |   |   |   |   |   |   |   |

### Match 2
Jeudi 4 octobre 1979  au Memorial Stadium, Baltimore, Maryland.
| Angels de la Californie | 1 | 0 | 0 | 0 | 0 | 1 | 1 | 3 | 2 | 8 | 10 | 1 |
| Orioles de Baltimore | 4 | 4 | 1 | 0 | 0 | 0 | 0 | 0 | X | 9 | 11 | 1 |
| Lanceurs partants : CAL : Dave Frost BAL : Mike Flanagan Vic. : Mike Flanagan (1-0) Déf. : Dave Frost (0-1) HRs : CAL : Dan Ford (2) BAL : Eddie Murray (1) |   |   |   |   |   |   |   |   |   |   |    |   |

### Match 3
Vendredi 5 octobre 1979 au Anaheim Stadium, Anaheim, Californie.
| Orioles de Baltimore | 0 | 0 | 0 | 1 | 0 | 1 | 1 | 0 | 0 | 3 | 8 | 2 |
| Angels de la Californie | 1 | 0 | 0 | 1 | 0 | 0 | 0 | 0 | 2 | 4 | 9 | 0 |
| Lanceurs partants : BAL : Dennis Martinez CAL : Frank Tanana Vic. : Don Aase (1-0) Déf. : Don Stanhouse (1-1) HRs: CAL : Don Baylor (1) |   |   |   |   |   |   |   |   |   |   |   |   |

### Match 4
Samedi 6 octobre 1979 au Anaheim Stadium, Anaheim, Californie.
| Orioles de Baltimore | 0 | 0 | 2 | 1 | 0 | 0 | 5 | 0 | 0 | 8 | 12 | 1 |
| Angels de la Californie | 0 | 0 | 0 | 0 | 0 | 0 | 0 | 0 | 0 | 0 | 6  | 0 |
| Lanceurs partants : BAL : Scott McGregor CAL : Chris Knapp Vic. : Scott McGregor (1-0) Déf. : Chris Knapp (0-1) HRs : BAL : Pat Kelly (1) |   |   |   |   |   |   |   |   |   |   |    |   |